# Guitare
Cet article concerne l'instrument de musique. Pour les autres significations, voir Guitare (homonymie).
Pour les articles ayant des titres homophones, voir Guitard et Guittard.
La guitare est un instrument de musique à cordes pincées. Les cordes sont disposées parallèlement à la table d'harmonie et au manche, généralement coupé de frettes, sur lesquelles on appuie les cordes, d'une main, pour produire les notes. L'autre main pince les cordes, soit avec les ongles et le bout des doigts, soit avec un plectre (ou médiator). La guitare a le plus souvent six cordes.
La guitare est la version européenne la plus courante de la catégorie organologique des luths en forme de boîte, cordophones avec caisse et manche distincts et plan des cordes parallèle à la table. Elle se différencie des instruments similaires (balalaïka, bouzouki, charango, luth, mandoline, oud, théorbe, ukulele) principalement par son fond à peu près plat, sa forme en huit, et secondairement par le nombre de cordes et leur accord le plus habituel. Des variantes de guitare sont appelées, régionalement, par des noms particuliers : viola, violão, cavaco et cavaquinho (Portugal) ; tiple et requinto (Amérique latine)…
Le corps creux de la guitare, généralement appelé caisse de résonance, transforme la vibration des cordes en ondes sonores. On fabrique plusieurs types de guitare pouvant différer par leur ambitus et leur timbre tout en partageant la plupart de leurs techniques de jeu. Le coffre est le plus souvent en bois mais peut aussi se fabriquer en métal et, plus récemment de matériau composite matière plastique-fibre de carbone. La guitare électrique, dérivée de la guitare acoustique au cours du XXe siècle, peut se dispenser de corps creux, ce qui en fait, en toute rigueur, un instrument nouveau qui inclut un amplificateur électronique et son haut-parleur, avec des possibilités de variations de timbre largement au-delà de la guitare acoustique, dans toutes ses variantes.
La guitare, aisément transportable, est un instrument d'accompagnement du chant dans de nombreux genres musicaux populaires. Souvent le chanteur s'accompagne lui-même avec sa guitare. Au fil du temps, la musique classique européenne a fourni un répertoire considérable pour guitare. Celle-ci guitare est aussi et surtout un instrument caractéristique du flamenco où elle joue un rôle primordial dans l'accompagnement du chant et de la danse. Le choro brésilien, la musique mariachi au Mexique l'intègrent dans des ensembles.
Sa popularité, déjà établie aux siècles derniers, s’est accentuée avec la diffusion internationale des musiques américaines au XXe siècle : jazz, blues, country, pop, rock, reggae, soul. La guitare se rencontre dans des interprétations modernes de musiques africaines, latines ou celtiques. Avec le piano, l'harmonica et le violon, c’est un des instruments les plus diffusés au monde.

## Définition
La catégorie organologique des luths se définit par des cordes dont le musicien peut raccourcir la longueur vibrante par appui sur la surface parallèle d'un manche. La tradition musicologique distingue la guitare du luth par sa forme, « le luth ayant poétiquement la forme d’une larme et la guitare des formes féminines ». Les deux instruments ont connu une évolution distincte.

## Origines

### Étymologie
Le mot guitare est attesté sous la forme « quitarre » au XIIIe siècle dans le Roman de la Rose de Jean de Meung. Au siècle suivant on trouve aussi « guitare moresche », emprunté à l'espagnol guitarra morisca. « Le mot espagnol remonte au grec kithara (cf. cithare) peut-être par l'intermédiaire de l'arabe kittàra. Le rapport avec le persan sih tar « trois cordes », nom d'instrument, et des mots apparentés (égyptien, chaldéen), n'est pas clair. Le nombre de cordes variant (sept en Grèce), plusieurs instruments sont désignés par ce nom. L'espagnol médiéval connaît la guitarra latina, proche de notre guitare actuelle, et la moresca à trois cordes proche du luth et de forme ovoïde ».

### Antiquité
Un bas-relief de l'Égypte ancienne daté de 3703 av. J.-C. représente un instrument dont la caisse présente des incurvations similaires à la guitare[réf. nécessaire]. Un autre, hittite, retrouvé en Cappadoce et datant de 1000 av. J.-C., montre un instrument du même genre, avec un manche muni de touches. Certains musicologues font dériver ces instruments du luth chaldéo-assyrien par le oud que les Maures apportèrent en Espagne au Xe siècle ; d'autres pensent qu'il s'agit d'une création indépendante. La musicologue Kathleen Schlesinger (en) a défendu l'idée que la guitare serait le produit d'une évolution de la cithare romaine, à laquelle on aurait ajouté un manche.
Au IXe siècle le psautier de Stuttgart présente comme psaltérion ou cithare un instrument dont la forme allongée et le manche à touche préfigurent la guitare.

### Premières guitares

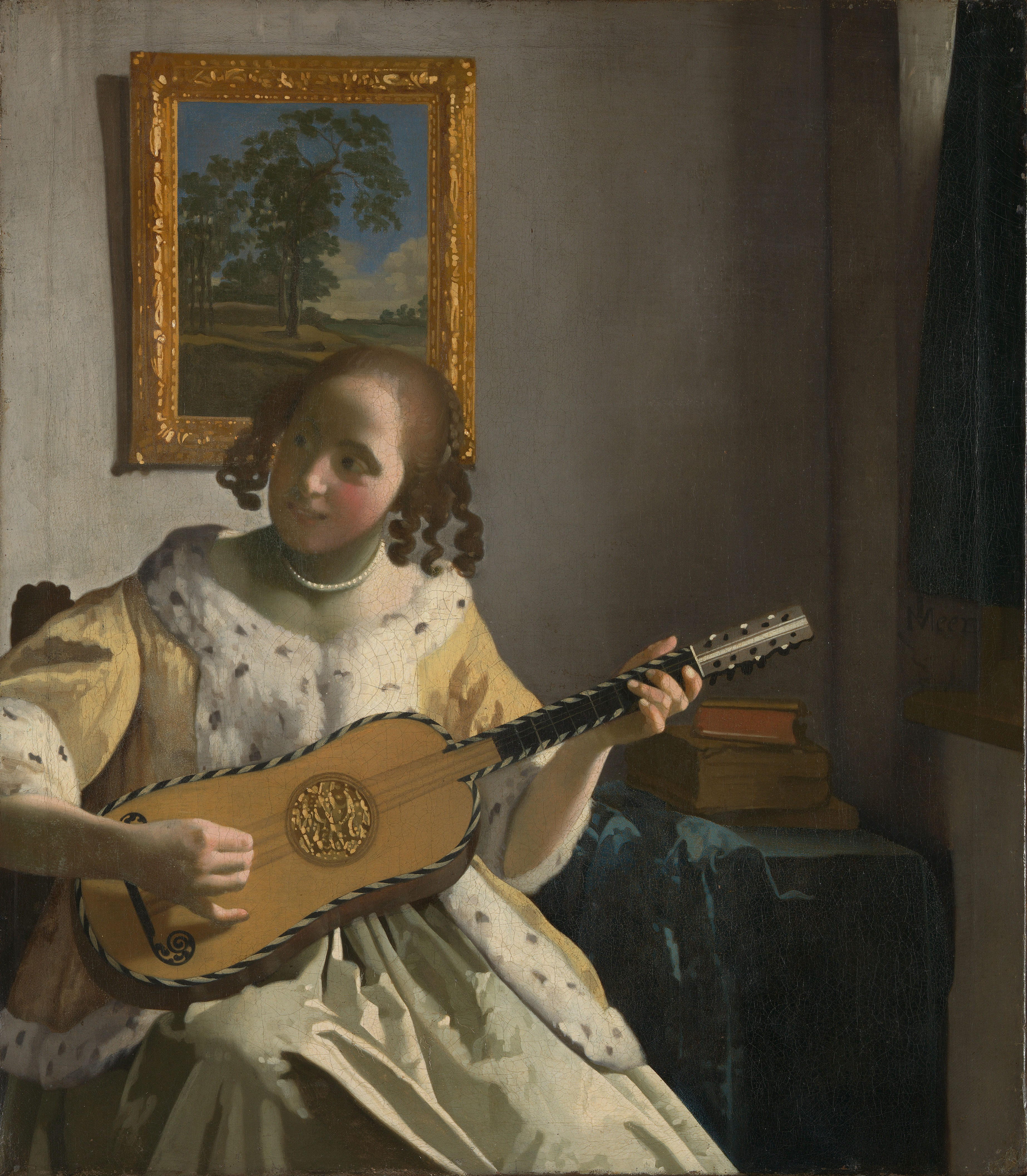
La Joueuse de guitare de Jan Vermeer van Delft (avant 1670) montre un instrument à dix cordes.

La forme moderne de la guitare est apparue en Espagne, après différentes évolutions des guitares latines et mauresques, sans doute en passant par la vihuela. Les enluminures d'un manuscrit espagnol du XIIIe siècle représentent la guitare moresque, au corps ovale et à long manche, et la guitare latine, avec le corps incurvé de la guitare actuelle et un manche plus court.
La guiterne, francisation de guitarrina, un diminutif de guitarra, était populaire durant le XIVe siècle. Elle avait un corps plat, le corps et le manche étaient construits d’une même pièce de bois. Elle se jouait avec un plectre et avait habituellement quatre cordes simples. Elle détrône le luth comme instrument de cour au début du XVIe siècle. « Tout notre monde s'est mis à guiterner, le luc [luth] presque mis en oubly » selon Bonaventure Des Périers. Au XVIIe siècle, « ce mot n'est plus du tout en usage », on dit guiterre comme Ronsard au siècle précédent ou plus communément guitâre selon Ménage.
À cette époque l'instrument est souvent représenté en peinture et en gravure. Il a cinq à neuf cordes groupées en trois ou quatre chœurs de deux cordes et une chanterelle pour les notes les plus aiguës. Mersenne, contemporain de l'évolution vers cinq rangs de cordes, donnant ce qu'on appelle aujourd'hui guitare baroque, indique que les manches, longs comme la moitié de la corde, ont huit touches, et que l'accord est « ré sol ut mi la ». Il précise la façon commune de jouer de l'instrument, en « battant les accords » avec les doigts soit en montant, soit en descendant, d'après des tablatures plutôt que d'après des partitions.
Le Dictionnaire de musique de Jean-Jacques Rousseau témoigne au XVIIIe siècle de l'usage de la guitare comme instrument portatif pour accompagner le chant. Sans doute dans les dernières années du siècle, l'instrument a six cordes simples, les trois plus aiguës en boyau, les trois plus graves en soie recouverte d'un filet de métal ; Fernando Sor joue d'une guitare à six cordes.
Les frères Escudier écrivent en 1854 : « On ne sait rien de certain sur l'origine de cet instrument. On pense généralement qu'il est aussi ancien que la harpe, et que les Maures l'ont apporté en Espagne, d'où il s'est ensuite répandu au Portugal et en Italie. Du temps de Louis XIV, il était fort à la mode en France ; mais la vogue qu'il eut fut de courte durée, et après avoir brillé d'un éclat tout nouveau, il y a quelques années, sous les doigts d'artistes forts habiles, il est aujourd'hui presque complètement abandonné comme le plus ingrat et le plus monotone des instruments ». En effet, la guitare connut une vogue extraordinaire en Europe du Nord pendant le premier tiers du XIXe siècle, qui fit parler de guitaromanie, avant d'être éclipsée, comme instrument domestique et de salon, par le piano, tandis que son faible volume sonore lui interdisait, en pratique, le concert. La guitare est alors considérée, selon Berlioz, comme « un instrument propre à accompagner la voix et à figurer dans quelques compositions instrumentales peu bruyantes, comme aussi à exécuter seul des morceaux plus ou moins compliqués, dont le charme est réel lorsqu'ils sont rendus par de véritables virtuoses ». Parmi ces interprètes exceptionnels, on cite souvent Fernando Sor. Selon un contemporain, Paganini, surtout célèbre pour son violon, joue aussi de la guitare.

### Guitares modernes
Au cours de la deuxième moitié du XIXe siècle, le luthier espagnol Antonio de Torres donne à la guitare la forme et les dimensions de la guitare classique actuelle. La guitare Torres a connu au XXe siècle de nombreuses déclinaisons. Des formes existant dans d'autres pays ont aussi servi de modèle.

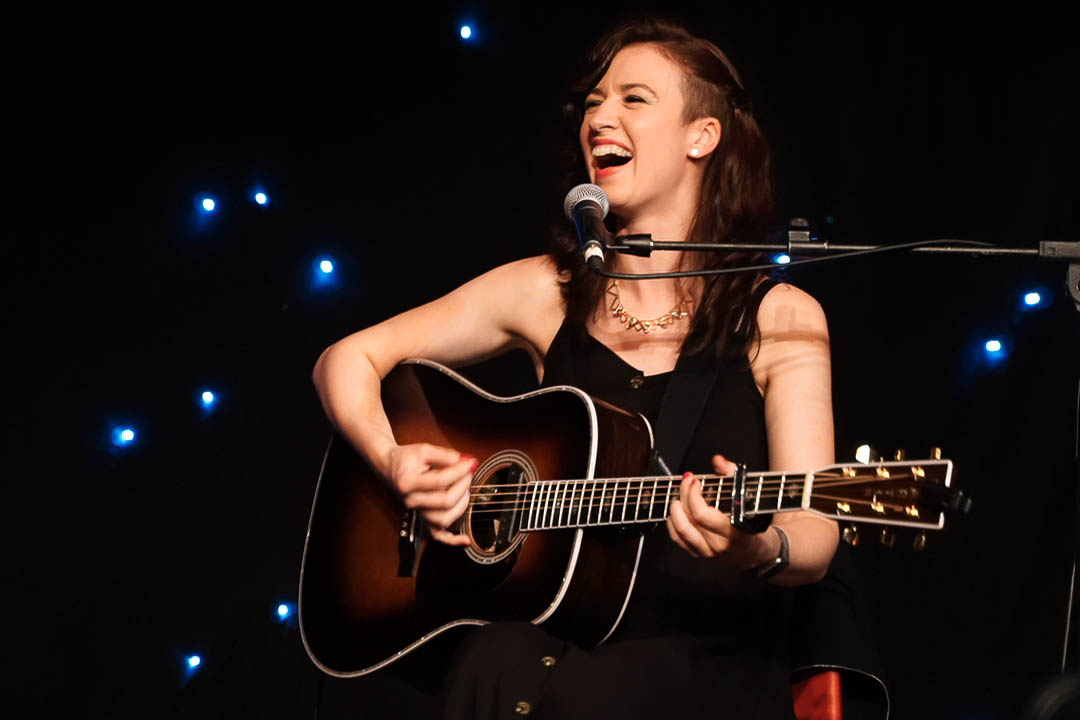
Guitare folk Martin jouée par Jen Butterworth (2019).

Christian Frederick Martin, un luthier allemand émigré en 1833 aux États-Unis, crée une ligne d'instruments à l'origine des guitares folk. Dans le même pays, la firme fondée par le luthier Orville Gibson adopte la forme convexe du violon, avec un cordier séparé du chevalet. Certains styles préfèrent une guitare à pan coupé, permettant de toucher plus facilement les frettes au-delà de l'octave.

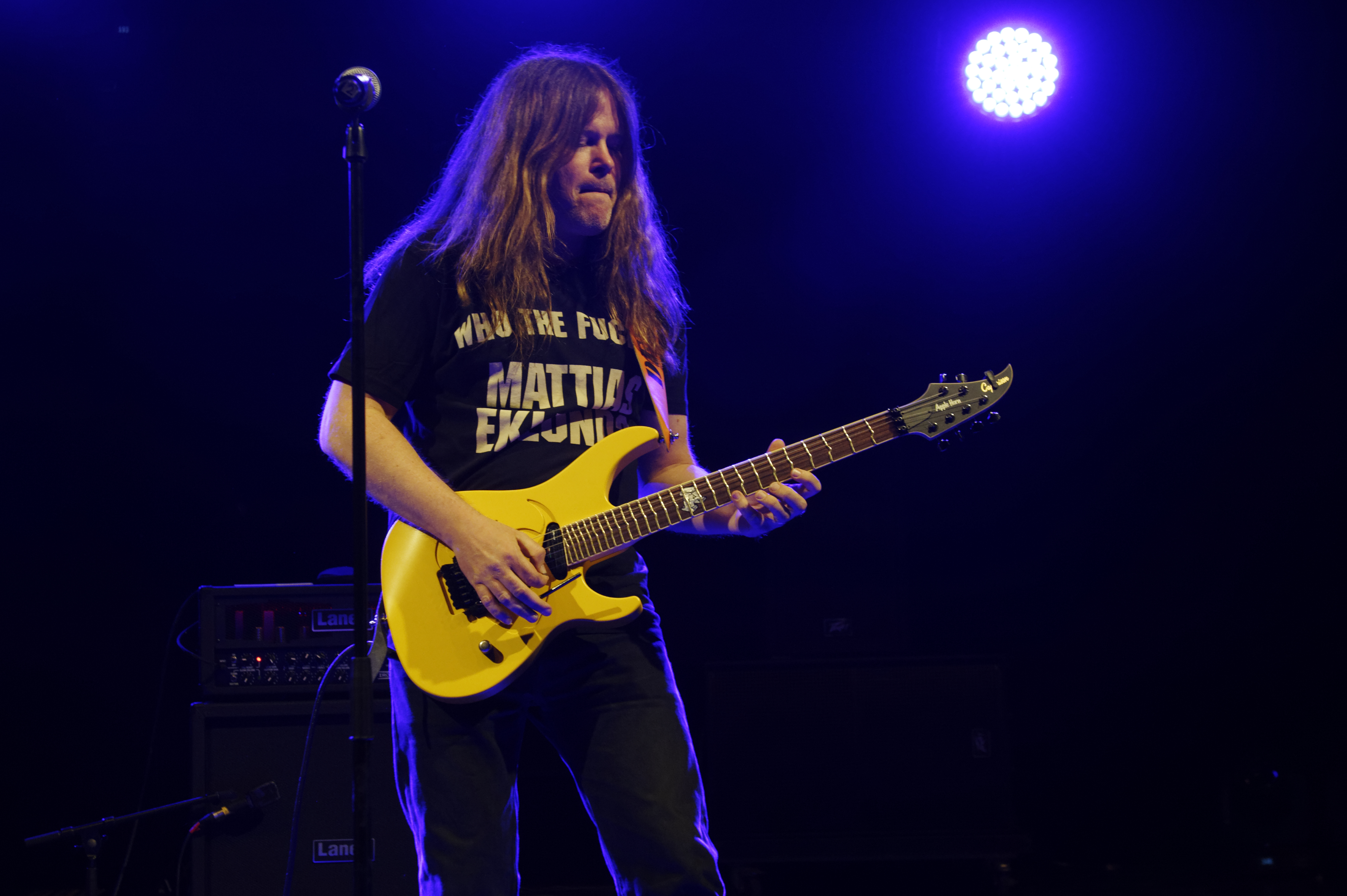
Guitare électrique (musique rock) jouée par Mattias Eklundh en 2013.

L'invention de la guitare électrique, vers 1930, donne naissance à un nouvel instrument. Elle est le plus souvent dépourvue de caisse de résonance. Son corps est simplement constitué d'une pièce de bois assez épaisse, sur laquelle sont fixés chevalet, manche et cordes. La vibration des cordes est transformée en son indirectement. Des capteurs sous les cordes la traduisent en un signal électrique qui sera transformé en son par le haut-parleur d'un amplificateur pour guitare électrique. Des modèles moins courants, « semi-acoustiques », possèdent une caisse de résonance plus ou moins développée ( « demi-caisse » semi hollow ou « caisses » hollow). Leur table d’harmonie est souvent pourvue d'ouïes rappelant celles des violons. Souvent une poutre prolonge le manche à l'intérieur du corps. Ces guitares électriques, plus légères que les autres, possèdent leur propre « personnalité » sonore.
Le rocker Jimmy Page a fait connaître la guitare électrique à double manche ; Steve Vai joue même sur une guitare  à trois manches. Ces manches parallèles permettent de changer d’accordage pendant un morceau tout en conservant la même guitare, et peuvent même être utilisées en simultané. Le manche supérieur peut aussi être monté avec douze cordes, ou être celui d'une guitare basse.
L'usage de la sonorisation dans de nombreux évènements musicaux a amené la diffusion de guitares disposant de capteurs « piézoélectriques » entre le chevalet et la table d'harmonie d'une guitare acoustique. Ce capteur est une mince feuille de céramique qui génère une différence de potentiel lorsqu'elle est déformée. Un préamplificateur généralement contenu dans l'instrument transmet un signal électrique qui représente la vibration de la guitare à l'endroit où la corde la transmet au corps. Il existe aussi des microphones fixés sur ou dans la caisse, sans modification. Ces procédés évitent de placer un micro sur pied, dont la position relative à l'instrument peut changer, perturbant la prise de son.

## Lutherie
- I. Manche
- II. Caisse
- III. Tête
- IV. Touche

1. Clef
2. Sillet de tête
3. Frette
4. Talon
5. Fond
6. Rosace
7. Cordes
8. Éclisse
9. Sillet de chevalet
10. Chevalet
11. Table d'harmonie

### Corps
La forme du corps caractérise traditionnellement la guitare, et la différencie des luths. Cette forme type se construit en plusieurs tailles. Les efforts sur la corde étant transmis au corps, leur tirant détermine la construction. Les luthiers ont aussi librement modifié la forme habituelle, pour obtenir des instruments d'un style distinctif, ou mieux adapté à un répertoire, comme le corps à pan coupé permettant un accès plus facile à la touche côté aigu.
Le corps d'une guitare acoustique, encore appelée guitare sèche, est doté d'une caisse de résonance en bois verni le plus souvent. Il se compose de trois parties principales : la table d'harmonie, les éclisses et le fond.
C'est une partie fondamentale en ce qui concerne l’émission des sons et dont dépend en grande partie la qualité de la guitare acoustique. Pour la guitare électrique au corps le plus souvent plein, la position et la nature des micros et l’amplification jouent un rôle déterminant.

#### Table d'harmonie
La table d'harmonie est une fine pièce de bois (épicéa, cèdre rouge…) en une ou deux parties, mise en vibration par les cordes par l'intermédiaire du chevalet, petite pièce de bois à laquelle sont fixées les cordes. Elles y passent sur un sillet lisse (ou légèrement encoché pour « placer » les cordes), contrairement au sillet de tête rainuré. La vibration produite par la table est amplifiée par la caisse de résonance dans son ensemble. La réalisation d'une table de qualité fait partie des compétences essentielles d'un luthier. À ce titre, deux éléments constitutifs méritent d'être détaillés :
- la capacité de l'instrument à produire un son suffisant et l'équilibre sonore souhaité nécessite une table suffisamment fine (typiquement 3 mm environ). Pour renforcer la table et la stabiliser par rapport à la tension des cordes, un barrage est collé sous la table. Plusieurs dispositions sont possibles (en "X", en éventail, parallèle, etc.), qui confèrent à l'instrument des caractéristiques sonores spécifiques. Idéalement, les barres constituant le barrage sont ébauchées à la main ou la machine, puis collées sous la table, et affinées à la main, en contrôlant en permanence à l'oreille la réponse de la table ;
- la rosace ou rosette (ouverture souvent circulaire et ornementée, ménagée dans la table d'harmonie) permet au son de sortir du corps. La forme et la position de la rosace ont une influence sur la projection sonore de l'instrument. La rosace désigne aussi la partie décorée qui entoure l'ouverture elle-même, travail de marqueterie très fine dans les guitares de luthiers. C'est l'une des parties avec lesquelles ils peuvent le mieux exprimer leur virtuosité dans le travail du bois.

Certaines fabrications à bas coût ont une table en contreplaqué plutôt qu'en bois massif. Leurs propriétés sonores sont affaiblies, mais le procédé permet de conserver la stabilité avec une fabrication moins soignée.

#### Éclisses
Il s'agit de deux fines pièces de bois formant la tranche de la caisse. Parmi les bois utilisés, on trouve entre autres le palissandre et l'acajou. La forme ondulée des éclisses est obtenue à chaud en appliquant le bois sur un cylindre chauffé pour l'amener à la courbure souhaitée.

#### Fond
Comme la table, il est obtenu au moyen de deux moitiés symétriques en palissandre ou en acajou ou d'autres bois, souvent reliées au centre par un filet de marqueterie. Le bois utilisé influe sur les sonorités produites, en particulier en fonction de sa dureté et de son élasticité.

#### Guitares à table sculptée (bombée)
Alors que les guitares classiques et folk ont une table plane et un fond plat ou quasiment plat, d'autres modèles de guitare acoustique, destinés au jazz ou au blues sont réalisées en formant des pièces de bois (épicéa notamment) à la manière des violons. Les Anglo-Saxons parlent de guitares archtop (« dessus bombé »). La table bombée résiste mieux que la table plane à la tension plus élevée des cordes métalliques à fort tirant utilisées en jazz. Malgré un barrage, son galbe se trouve modifié après installation et mise en tension des cordes. Le luthier en tient compte lors de la fabrication car ce changement affecte la hauteur résultante des cordes (ou action). Les luthiers des États-Unis ont développé ce type de caisse, existant auparavant en Allemagne, à partir du début du XXe siècle.
Les guitares à table bombée se distinguent par un son très doux et restituant particulièrement bien les fréquences médium. Elles sont coûteuses à produire.

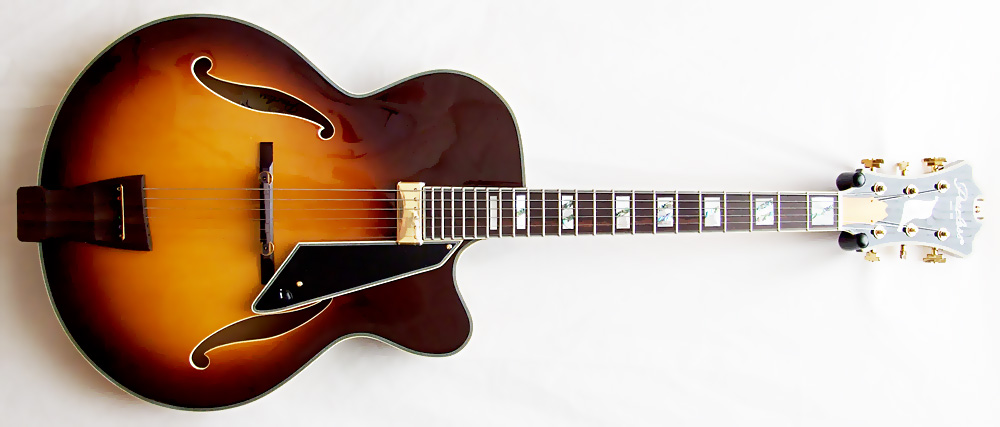
Guitare de jazz de type archtop munie d'un micro magnétique.

#### Autres éléments
Le corps d'une guitare peut aussi supporter de nombreux autres éléments. Certains ont un but purement esthétique, comme le pickguard, pièce arrondie placée à côté des cordes sur la table, et qui vise à éviter que des mouvements trop amples de plectre ne viennent endommager le vernis de la guitare.
Sur certaines guitares, la rosace est remplacée par des épaulettes.

#### Guitares de gaucher
Le guitariste droitier pince les cordes de la main droite et bloque les cordes avec les doigts de sa main gauche.
Les luthiers fabriquent des guitares adaptées aux gauchers qui préfèrent utiliser la main droite sur le manche et pincer les cordes avec la gauche, avec la même disposition des cordes que pour les droitiers. La guitare pour gaucher est l'image en miroir de la guitare pour droitier, tant pour sa forme extérieure si le corps est asymétrique (guitares à pan coupé), que pour sa structure intérieure. Dans une guitare acoustique le barrage de la table d'harmonie, fait de renforts en bois collés à l'intérieur de la caisse, est différent du côté des graves et de celui des aigus, et doit être retourné.

### Manche

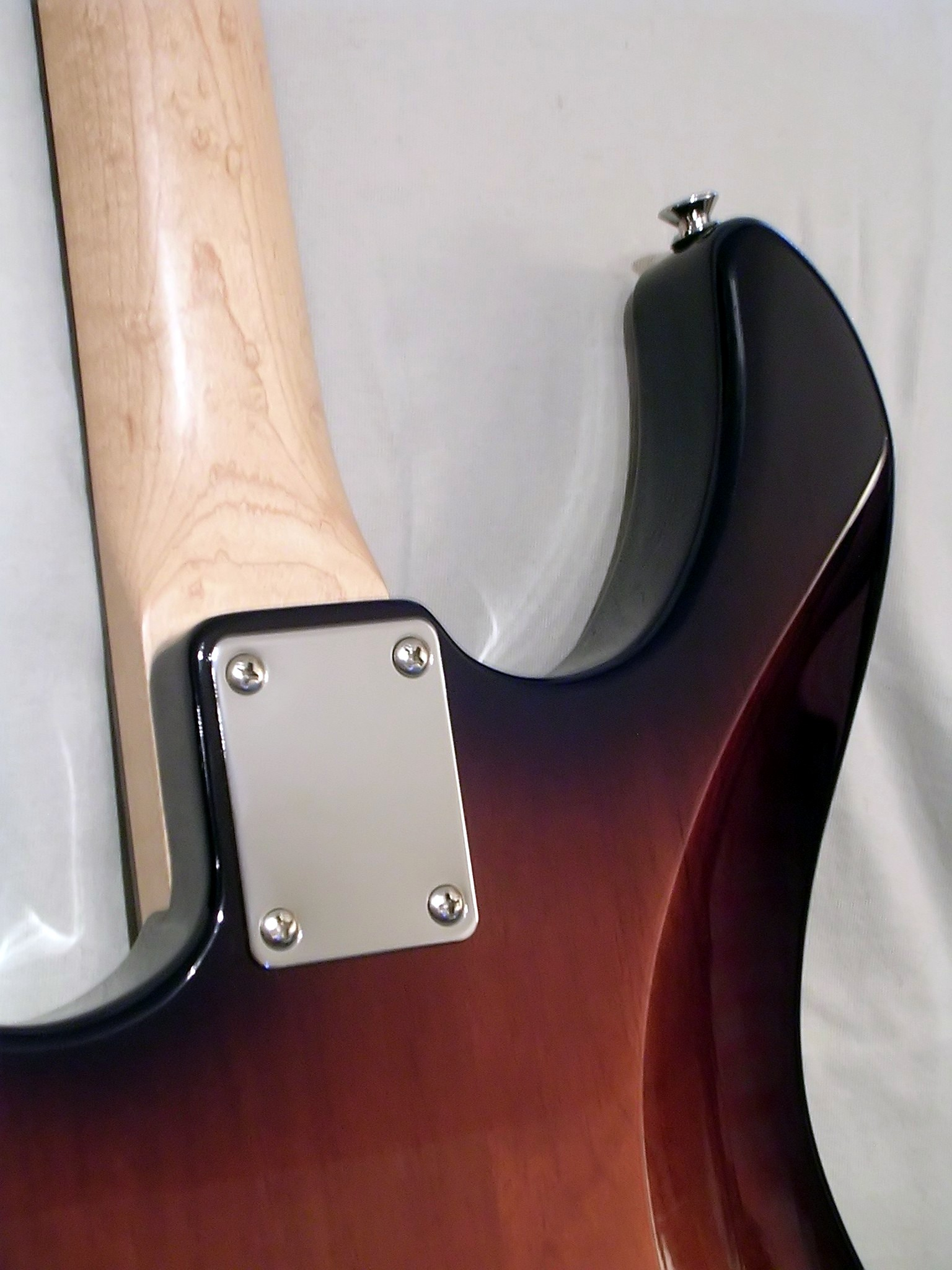
Un manche vissé au corps sur une guitare électrique.

Le manche est une pièce essentielle, puisqu’il sert au guitariste à déterminer quelles notes il va jouer, et de quelle manière (et parfois à les jouer directement, grâce à des techniques comme le legato). Le profil du manche (largeur, épaisseur, courbure) et sa finition sont des éléments critiques pour le confort de jeu du guitariste.
Le manche a aussi un rôle essentiel dans la sonorité de l'instrument, par l'intermédiaire du bois utilisé (fréquemment l'acajou ou l'érable), et le mode de liaison au corps.

#### Fixation et réglage du manche
Sur une guitare classique, le manche est relié au corps par le talon, pièce de bois collée qui peut adopter des formes différentes suivant les luthiers.
Avec les guitares électriques, sont apparus les manches vissés ou rivetés. Leurs avantages résident dans leur facilité de fabrication industrielle, et leur capacité à être démontés, voire réglés. L'impact sur le son est considérable, la transmission des aigus étant facilitée, comparativement au collage, qui a tendance à filtrer les hautes fréquences.
Certains fabricants proposent aussi des manches dits « conducteurs » ou « traversants ». Ces derniers traversent le corps et/ou la table d'harmonie qui sont assemblés de part et d'autre. Cette solution favorise le sustain.

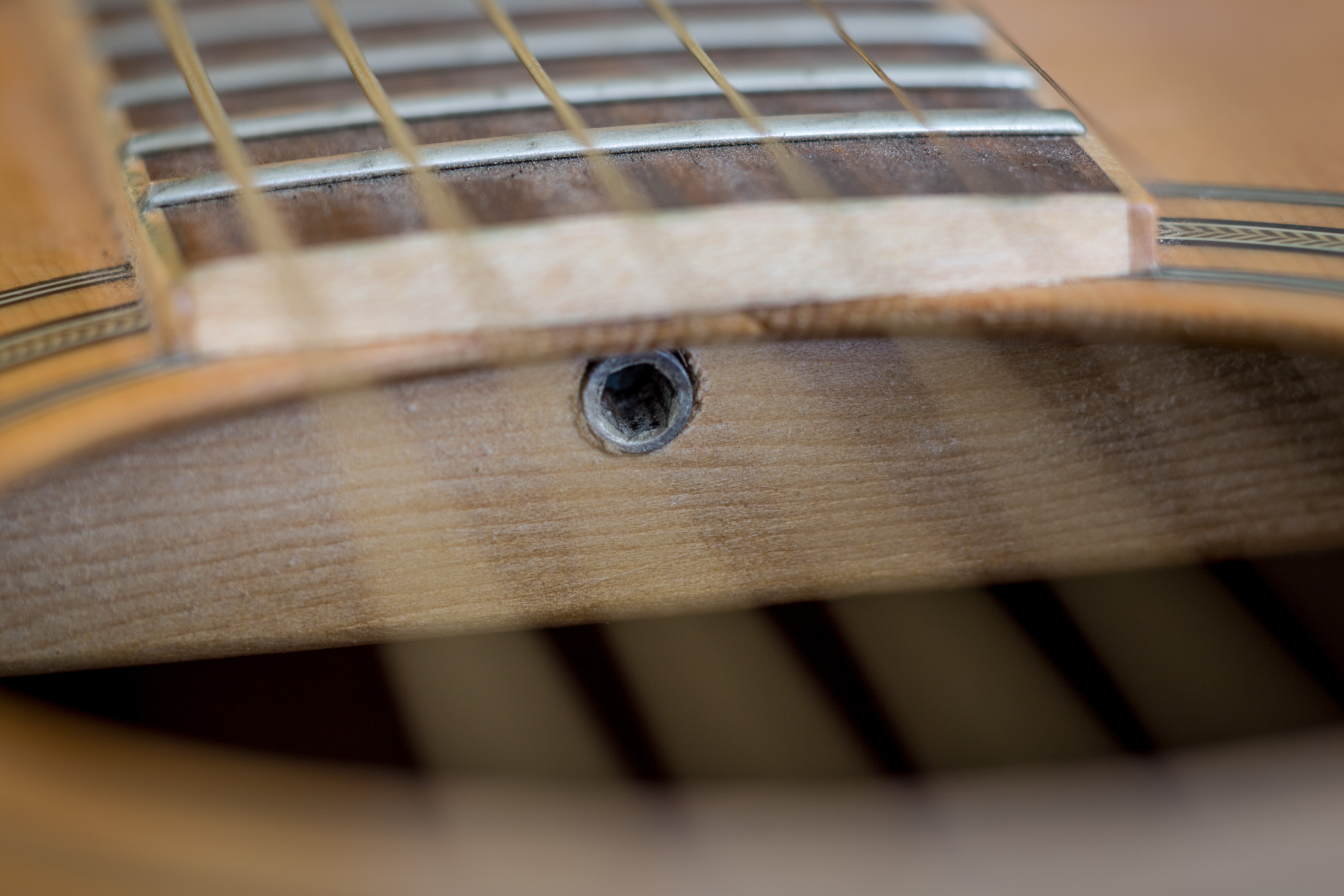
Rosace, touche et réglage du truss rod d'une guitare folk.

D’autre part, les manches des guitares à cordes métalliques (électriques et folk) sont en général équipés d’une barre de réglage métallique ou en carbone (appelée « truss rod » en anglais, ou tige de renfort) traversant le manche, ce qui permet au guitariste de compenser la traction des cordes (plus importante que sur les modèles à cordes en nylon) qui déforme le manche par flexion et d’adapter la forme de son manche à ses préférences personnelles, mais aussi aux différents tirants de cordes.

#### Diapason

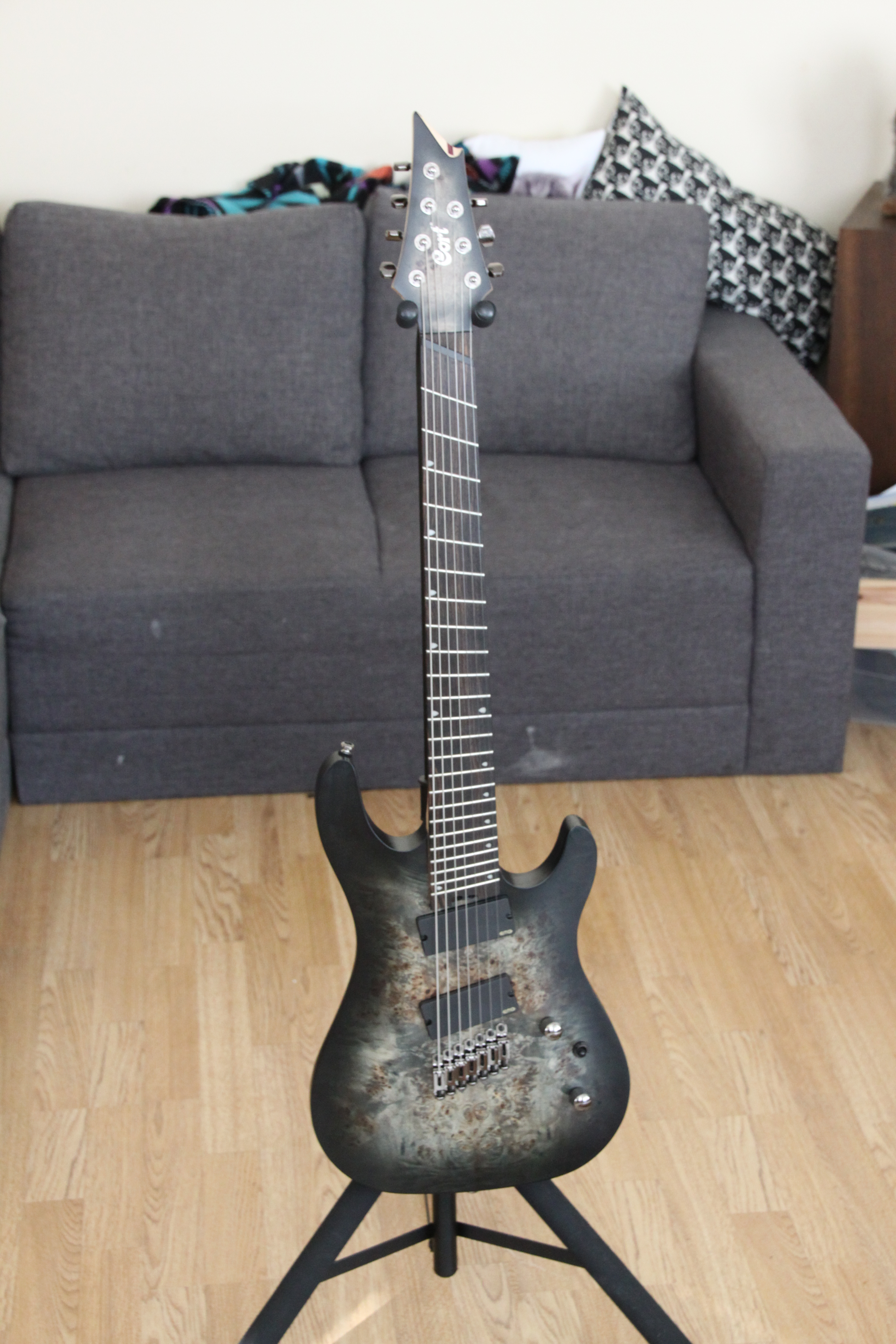
Guitare électrique multidiapason (multiscale) à sept cordes.

La longueur du manche détermine son diapason (la longueur vibrante de la corde), et ainsi la tessiture de l'instrument. En fonction de la taille de la personne jouant de la guitare (enfant ou adulte), la taille peut varier. La plupart des guitares standard ont un diapason proche de 630 mm (entre 24,5" et 25,5"). Les guitares baryton ont un diapason plus long (26" à 30").
| Type de guitare                   | Diapason (pouces) | Diapason (millimètres) |
| --------------------------------- | ----------------- | ---------------------- |
| Guitarlele (ukulélé à six cordes) | 17                | 431,8                  |
| Guitare 1/4                       | 22                | 558,8                  |
| Guitare enfant, guitare de voyage | 22,75             | 577,9                  |
| Guitare 3/4, Taylor GS Mini       | 23,5              | 596,9                  |
| Gibson J-45                       | 24,75             | 628,7                  |
| Martin 00                         | 24,9              | 632,5                  |
| Martin OM, Taylor GA              | 25,5              | 647,7                  |
| Guitare classique à long diapason | 25,98             | 660                    |
| Guitare baryton Taylor            | 27                | 685,8                  |

#### Touche

Deux exemples de touches avec inserts.

La touche, fine planche de bois dur – souvent en ébène, en palissandre ou en érable – fixée sur le manche, ou pouvant être partie intégrante de celui-ci dans le cas d’un manche en érable sans touche rapportée (procédé utilisé notamment par Fender) est la partie sur laquelle le guitariste pose les doigts de sa « main gauche » pour modifier la hauteur des sons produits par les cordes.Les différentes notes y sont séparées par des barrettes appelées frettes, posées à intervalle précis qui va s’amenuisant depuis la tête jusqu'au corps. Elles délimitent des « cases » et permettent aux guitaristes de ne pas jouer faux (à moins de se tromper de case). Certains manches sont dotés d'une touche sans frette (« fretless »), ce qui permet de donner une intonation particulière aux notes glissées et l'utilisation du quart de ton. Surtout répandu sur les basses (pour rappeler le son et le toucher de la contrebasse), ce type de touche est aussi utilisé sur des guitares, en particulier pour des musiques n’utilisant pas la gamme tempérée.
Le bois utilisé pour la touche présente une double importance. D'une part, il influence la sonorité : par exemple l'ébène produit une attaque plus nette et franche que le palissandre ; d'autre part, même si en pratique les doigts entrent peu en contact avec la touche, les guitaristes expérimentés perçoivent la qualité du contact entre la corde frettée et le bois de la touche.
La touche se prolonge à partir du manche sur la table d’harmonie pour les notes les plus aiguës.
Sur les touches, on trouve fréquemment une incrustation nacrée permettant au guitariste de placer facilement ses doigts, sur les troisième, 5e, 7e, puis 9e ou 10e cases et enfin une double incrustation à la 12e case (l'octave). La même séquence d'incrustations se retrouve sur les cases de l'octave supérieure.
À partir des années 1990, quelques luthiers ont proposé des repères éclairés au moyen de lampes LED, permettant de placer ses doigts dans l'obscurité sans se tromper. Cette solution n'a pas rencontré de succès important, à cause de son utilité limitée (un guitariste expérimenté ne regarde plus son manche), de sa lourdeur technique (pose et entretien), des risques d'altération des propriétés sonores, et de son prix. Afin d'éviter ces inconvénients le luthier suisse Duvoisin a développé des repères de touches lumineux phosphorescents plus pratiques et économiques. Il existe encore des guitares et des basses électriques disposant de ces repères. Une des basses de Chris Wolstenholme en possède et on peut la voir sur des vidéos de concerts de Muse.

#### Tête
Située, comme son nom l’indique, à l’extrémité du manche, c’est sur elle que viennent s’attacher les cordes (en nylon ou en métal). Leur tension peut être modifiée pour les accorder à l’aide des mécaniques, un système de vis sans fin actionnées par des clefs, qui entraînent de petits rouleaux sur lesquels s’enroulent les cordes. Celles-ci passent ensuite par le sillet de tête, petite barre généralement en os, en différentes matières plastiques, ou encore en laiton, dans laquelle des encoches guident chaque corde vers le manche au sortir de la tête. Des luthiers proposent de petits roulements individuels pour favoriser le déplacement des cordes[réf. nécessaire] ou au contraire des presses à vis pour bloquer les cordes des guitares électriques à vibrato.
Sur les guitares électriques sans tête, dont la firme Steinberger a lancé la mode au milieu des années 1980, l’accord se fait au niveau du cordier. Les cordes ont une boule de blocage à chaque extrémité.

### Cordes

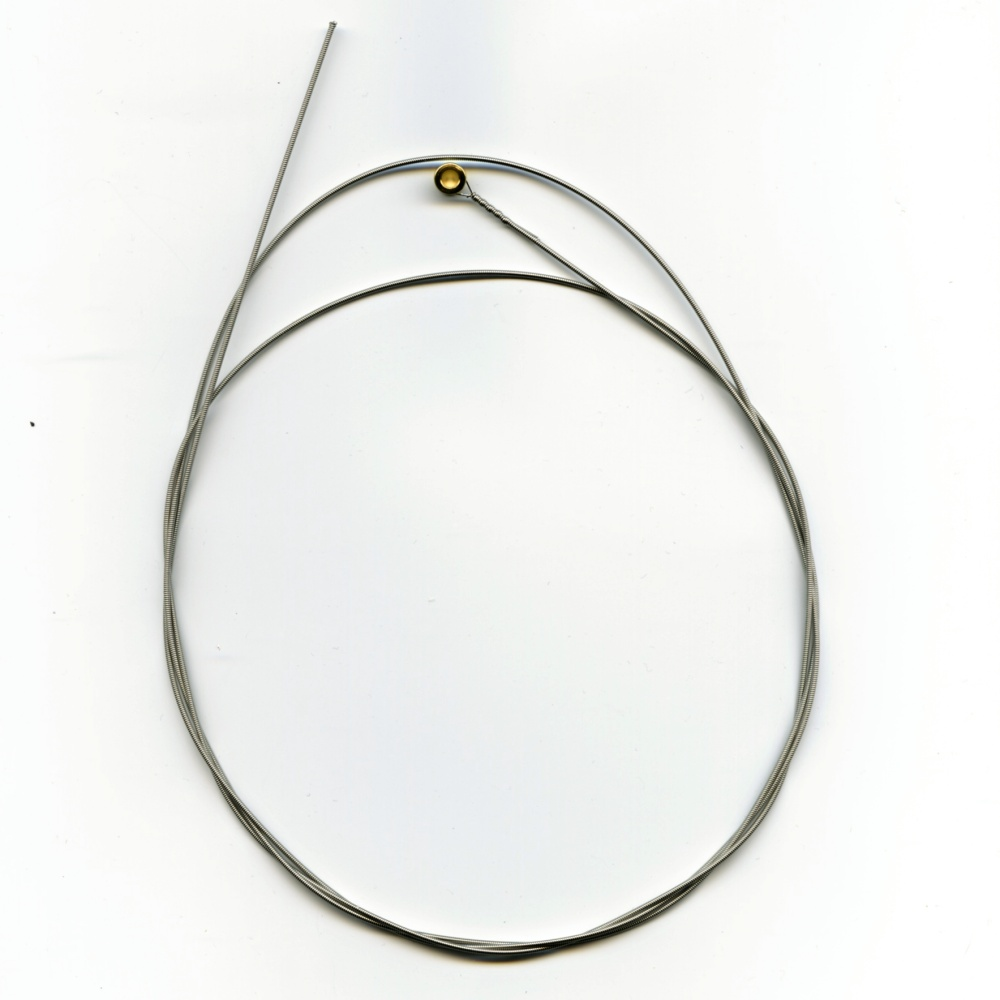
Corde de sol d'une basse électrique.

Le cordage (l'ensemble des cordes) est la partie de la guitare qui détermine les notes : mises en mouvement par le musicien par frottement, par pincement ou par percussion, les cordes vibrent et la guitare produit une onde sonore, d'autant plus aiguë que la corde est fine et tendue, et que la longueur vibrante de la corde est courte.
Par convention, la corde la plus grosse, à son grave, appelée « bourdon », se trouve en haut du manche et la plus fine, de son aigu, appelée « chanterelle », en bas, dans une configuration classique de droitier. Cette convention se répercute aussi sur l’appellation des mains : en général, la « main droite » gratte les cordes au-dessus de la caisse, la « main gauche » est celle qui plaque les accords et les notes sur le manche, quelles que soient effectivement les mains qui réalisent ces actions.
Il faut choisir le type de corde en fonction de l'instrument et du style de musique. Certaines cordes sont faites pour les guitares classiques (en nylon), d'autres en métal (acier ou bronze) pour les guitares électriques et folk.
La majorité des guitares ont six cordes ; elles sont parfois doublées (guitare à douze cordes), et certaines guitares ont 7, 8, 9, 10 ou davantage de cordes, afin d'augmenter la tessiture de l'instrument.

#### Tirant
On classe les cordes par leur « tirant », ou « coefficient de souplesse ». En général, plus une corde a un tirant faible, plus elle est souple, mais plus le son produit est faible. Les guitares électriques, dont le son est amplifié artificiellement, ont souvent des tirants très faibles par rapport aux guitares acoustiques. Les tirants plus élevés nécessitent une musculature plus développée et peuvent exiger un certain temps d’adaptation.
Le tirant prévu pour les cordes détermine la construction de la guitare. Le changement des cordes d’une guitare pour un jeu d'un tirant différent doit être suivi d’un réglage afin de ne pas déformer, voire casser l’instrument, la tension sur le manche étant d'autant plus forte que le tirant est fort.

#### Cordes filées
Les trois ou quatre cordes les plus graves de la guitare sont filées, c'est-à-dire qu'elles sont constituées d'une âme, souple et légère, en soie (de nos jours artificielle) ou en métal, entourée d'une spire de métal. L'âme détermine le tirant de la corde, le filage sa masse linéaire. Les cordes filées sont ainsi lourdes sans être rigides, ce qui leur permet une note grave avec une tension et une longueur comparable aux autres. La sonorité des cordes filées est un peu différente des cordes non filées. Les cordes de guitares basses sont toutes filées.
Les cordes métalliques filées se distinguent par le type de fil qui les recouvre : les « filées plat » ont en général un son plus neutre et plus mat que les « filées rond », plus brillantes, et offrent une sensation de jeu différente, très douce pour l'instrumentiste.

#### Matériau
Il existe plusieurs types de cordes : en boyau (instruments anciens), en nylon, en nickel, en bronze, en cuivre et parfois couvertes en or ou en silicone afin de limiter l’oxydation due à la sueur. Les guitares électriques ont besoin de cordes en alliage métallique magnétique (fer, nickel), essentiel au fonctionnement de leurs micros. Les cordes métalliques sont aussi utilisées pour les guitares acoustiques, elles produisent un son plus fort au prix d'un plus fort tirant, avec une sonorité distinctement différente. Enfin les cordes en silicone sont principalement utilisées sur les guitares non électriques et sont appréciées pour leur confort de jeu, notamment pour la main droite sans médiator.
Les cordes possèdent des caractéristiques de souplesse et de résonance différentes selon la matière utilisée. Le choix des cordes est fondamental pour la qualité du son comme pour le plaisir du jeu : les cordes en nylon produisent en effet un son plus chaud (c’est-à-dire privilégiant les fréquences basse médium) que les cordes en métal, lesquelles sont plus sonores et produisent un son plus brillant (privilégiant les fréquences aiguës), et sont moins élastiques, de sorte que la déviation de la corde par le doigt (main gauche) provoque un écart de note plus important. Cet écart est normalement compensé au sillet.

## Qualité de l'instrument
- Si vous ne connaissez pas le sujet, laissez ce bandeau (vous pouvez alors contacter les auteurs).
- Si vous supprimez le contenu mis en cause (vous pouvez préalablement contacter les auteurs),

argumentez précisément cette suppression dans la page de discussion
(un manque de référence n'est pas un argument ; une recherche réelle de référence doit avoir été effectuée, être formellement documentée).

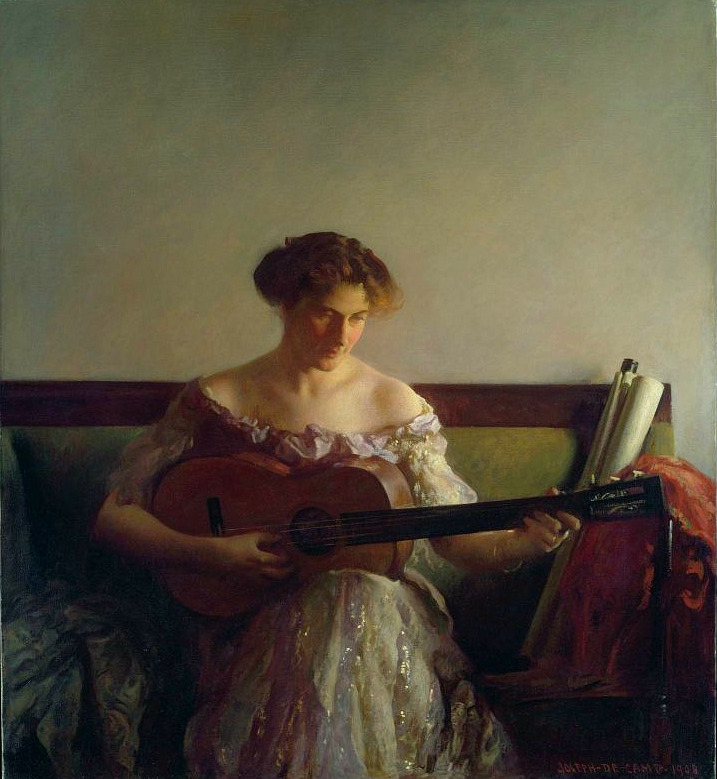
the guitar player 1908 par Joseph DeCamp

La guitare est un instrument fragile, constitué d'éléments dissemblables dans leur composition (bois, métal, colle, nylon) qui supportent des efforts physiques importants. Il suffit de songer à la tension qui s'exerce sur les cordes quand elles vibrent, ou à ce que représente la traction des cordes pour le manche (en accordage standard, la tension de chaque corde représente un poids d'environ cinq à quinze kilogrammes), ou encore les variations de température pour le bois de la caisse, sans compter les risques permanents de choc puisque l'instrument est par essence « nomade ». La guitare idéale est donc une combinaison équilibrée de tous ses composants dans le but d'atteindre une excellence acoustique qu'on espère voir s'améliorer avec le temps. C'est un travail de professionnel qui nécessite des connaissances dans le domaine acoustique et de la physique. Même les guitares produites « à la chaîne » par les grandes marques nécessitent ces connaissances.
Voici donc quelques critères à connaître pour apprécier longtemps une guitare :
- la qualité du son : pureté, résonance, tenue de la note (sustain) jusqu'à la fin de la vibration des cordes, absence de son parasite. Cette qualité est donnée par la caisse de résonance (choix du bois et de la méthode d'assemblage), par les cordes, enfin par les micros dans le cas des guitares électrifiées. Pour ces dernières, il est recommandé de commencer par les essayer débranchées afin d'estimer indépendamment la qualité de la lutherie et de l'électronique ;
- la symétrie du manche. Le manche peut subir deux déformations principales : il vrille (il tourne légèrement sur son axe) ou il s'incurve (il devient courbe). Dans le premier cas, les cordes touchent le manche en faisant des bruits parasites ; dans le deuxième, la courbure éloigne les cordes du manche, il faut donc appuyer plus fort sur les cordes pour les bloquer. Des guitares neuves peuvent présenter ces défauts (problème d'entreposage ou faiblesse structurelle du manche). Pour toutes les guitares à cordes métalliques, proscrire absolument les modèles sans barre de renfort ;
- l’adéquation du manche à la morphologie du musicien : sa longueur, sa largeur, son épaisseur font qu'un manche pourra être agréable à certaines morphologies, selon la longueur des bras ou la souplesse des doigts, et un calvaire pour d'autres ;
- de même, le volume de la caisse ou le poids de la guitare sont des contraintes qui peuvent devenir gênantes ou douloureuses à l'usage.

La sonorité de certaines guitares évolue de manière notable dans le temps. Les plus sensibles à ces évolutions sont les guitares acoustiques, composées de bois fins et massifs qui, dans le cas de l'épicéa par exemple, peuvent se développer pendant leurs premières années d'utilisation. Dans ce cas, le son aura tendance à devenir plus flatteur et plus puissant. Ce n'est pas le cas des guitares économiques faites de bois contreplaqués. Les guitares acoustiques sont aussi sensibles aux changements d'hygrométrie et de température.

## Accordage

### Accordage standard
Les guitares à six cordes sont généralement accordées (du grave à l'aigu) avec les notes :
- mi1 (E1 noté E2) 82,4 Hz
- la1 (A1 noté A2) 110,0 Hz
- ré2 (D2 noté D3) 146,8 Hz
- sol2 (G2 noté G3) 196,0 Hz
- si2 (B2 noté B3) 246,9 Hz
- mi3 (E3 noté E4) 329,6 Hz

Cette combinaison de notes est appelée accordage standard.
Du fait de la popularité de la guitare dans les pays anglo-saxons, la notation « anglo-saxonne », qui identifie les notes par des lettres, est fréquemment utilisée à côté de la notation «latine».
Si une guitare possède plus ou moins de six cordes, l'accordage sera adapté. Ainsi, sur une guitare douze cordes où chaque corde d'une guitare standard est doublée (chaque couple de cordes étant appelé « chœur »), les quatre chœurs de cordes graves sont accordés à l’octave (une corde accordée normalement, l’autre à l’octave supérieure) et les deux chœurs les plus aigus à l’unisson.

### Accordages alternatifs

#### Accord ouvert
Les musiques traditionnelles conservent plusieurs autres accordages, souvent en accord ouvert, autrement nommé « doigté ouvert » ou open tuning, c'est-à-dire tel que les cordes à vide donnent un accord de base majeur ou mineur, par exemple sol : DGDGBD (ré sol ré sol si ré) ou ré : DADF#AD (ré, la, ré, fa dièse, la, ré).
Un autre intérêt de certains accordages ouverts est que les cordes frottées à vide produisent un accord ; il suffit alors de barrer une case pour obtenir le même accord plus aigu. Les techniques de jeu avec une barre glissant sur les cordes (slide), comme dans la guitare hawaïenne, tirent profit de cet avantage.

#### Accords modaux
Les accords modaux sont adaptés à des tonalités et à des répertoires particuliers desquels ils facilitent l'exécution de jeu grâce à de plus petits écarts pour les doigts, la possibilité de faire des barrés partiels, et de jouer des « basses-bourdons ».
Exemples : 
- L'accord de ré modal DADGAD (ré, la, ré, sol, la, ré) (D4 sans tierce), fréquent en musique celtique ou folk ;
- L'accord de sol modal DGDGCD (ré, sol, ré, sol, do, ré), adapté de l'accord dit sawmill tuning au banjo.

Accord DADGAD :

### Méthodes d'accordage
Pour accorder une guitare en accordage standard, il existe plusieurs méthodes : utiliser un accordeur électronique qui reconnaît les fréquences des notes (il est utilisé généralement pour sa facilité d'emploi) ou utiliser une note de référence (souvent le la (A) de la 5e corde) avec un diapason par exemple. Ensuite il suffit d'accorder les autres cordes en fonction de celle-ci.
Voici les écarts entre les cordes à vide avec un accordage standard EADGBE :
- E→A : 5 demi-tons ;

→ il suffit de bloquer la corde de mi en 5e case pour obtenir le la de la corde du dessous. En faisant vibrer les deux, on peut régler l'une sur le son de l'autre ; on peut répéter cette technique pour toutes les cordes.
- A→D : 5 demi-tons ; plaquer la corde de la en 5e case donne un ré
- D→G : 5 demi-tons ; la 5e case de la corde de ré donne un sol
- G→B : 4 demi-tons ; plaquer la corde de sol en 4e case pour obtenir un si
- B→E : 5 demi-tons ; la 5e case de la corde de si donne un mi.

## Accessoires
Quelques accessoires peuvent être utilisés avec une guitare :

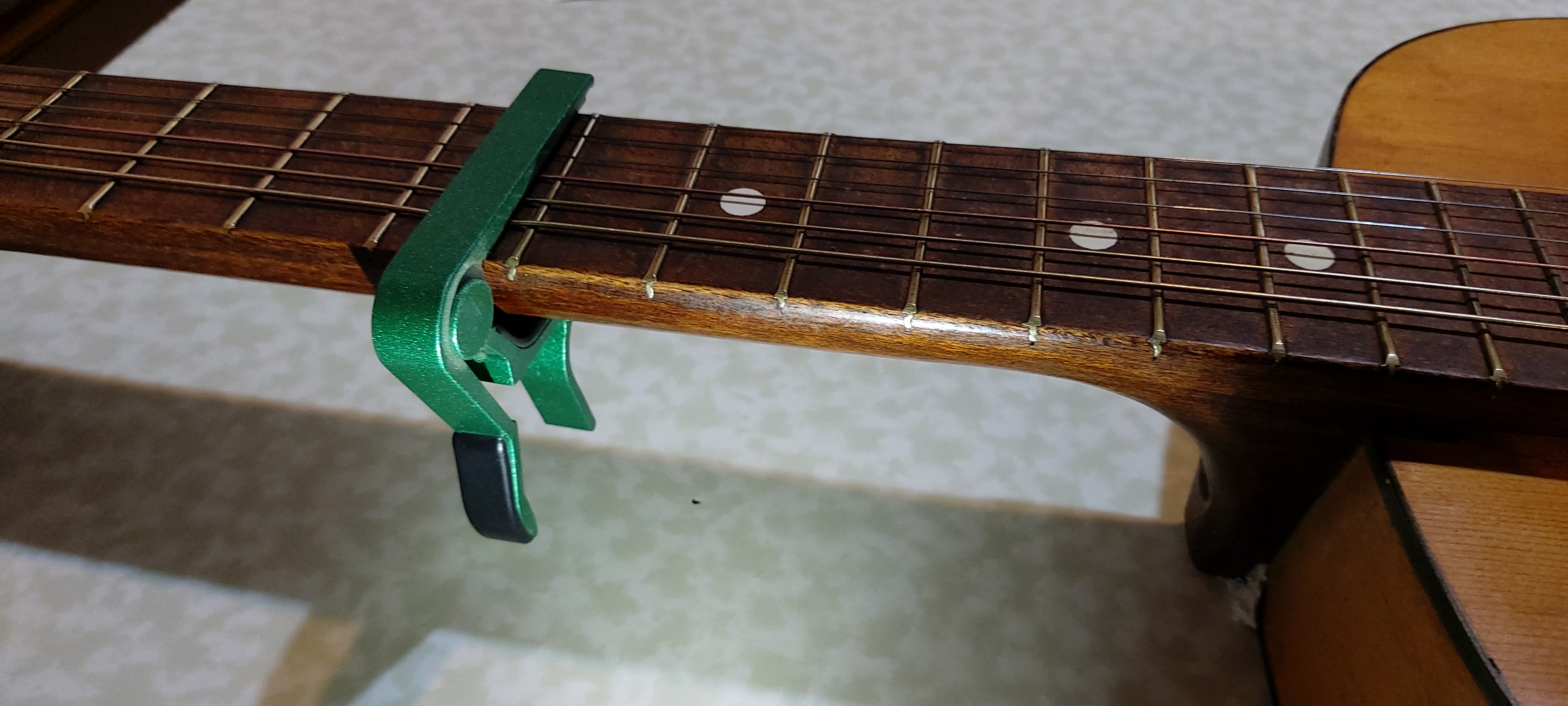
Un capodastre sur une guitare.

- Un capodastre sur une guitare.le capodastre bloque les cordes sur la touche pour jouer dans une tonalité différente en conservant les mêmes positions pour la main qui forme les accords ;

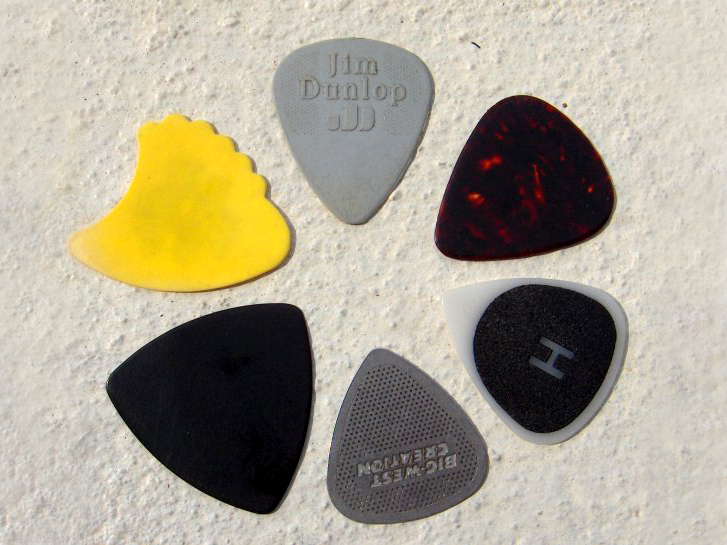
Différents types de plectre.

- Différents types de plectre.le plectre, ou médiator ou encore pick en anglais (« pic » au Québec), est une lamelle (en plastique, ou plus rarement en écaille, en os, en bois) plus ou moins épaisse utilisée pour gratter ou pincer les cordes avec une attaque plus forte qu'avec les doigts ou les ongles ;
- L'onglet est une version de plectre, parfois métallique, qui s'enfile au pouce ou aux autres doigts ;
- le diapason est un instrument métallique à deux branches qui donne la note la (la3 à 440 Hz) lorsqu'on le frappe pour le faire vibrer, permettant par déductions successives d'accorder l'instrument à partir de cette note. On appelle aussi diapason une sorte de petit sifflet à six tuyaux donnant chacun une des notes de l'accord de base de la guitare ;
- le repose-pied est un petit marchepied qui permet au guitariste assis de surélever la jambe qui supporte l'instrument, afin d'adopter, avec une meilleure assise, la position recommandée pour la guitare classique ;
- la sangle, courroie ou lanière de guitare : attachée d'un côté au bas de la caisse et de l'autre sur le haut du manche ou sur le haut du corps, elle permet de jouer debout avec l'instrument en bandoulière ;
- l'enrouleur de cordes est une petite manivelle qui permet de tourner rapidement les clefs actionnant les jambes de rouleau ou les axes sur lesquels sont attachées et enroulées les cordes. Ceci permet de changer plus rapidement les cordes d'une guitare. Il existe des enrouleurs manuels et des enrouleurs électriques, plus rapides.
- le pied de guitare, ou trépied, permet de poser la guitare sur un support stable ;
- la housse de guitare ou l'étui (parfois appelé caisse) servent à protéger l'instrument pendant le transport.

## Techniques de jeu
La guitare possède de très nombreuses techniques de jeu, adaptées aux différents types de guitare et aux différents styles de musique interprétés. Les deux principales manières d'utiliser l'instrument consistent à pincer les cordes (soit l'une après l'autre, soit simultanément) ou à les brosser simultanément. La première manière permet de jouer des mélodies, la deuxième est plus utilisée pour produire des accompagnements. Pour pincer les cordes, on utilise les doigts avec ou sans ongles, ou bien un plectre (ou médiator).

## Notation musicale
Les partitions pour guitare sont écrites selon deux grands systèmes de notation. Certains musiciens valorisent l'apprentissage d'oreille et la production d'adaptations personnelles des œuvres entendues, et refusent d'écrire la musique, surtout dans la notation classique[réf. souhaitée].

### Notation musicale classique

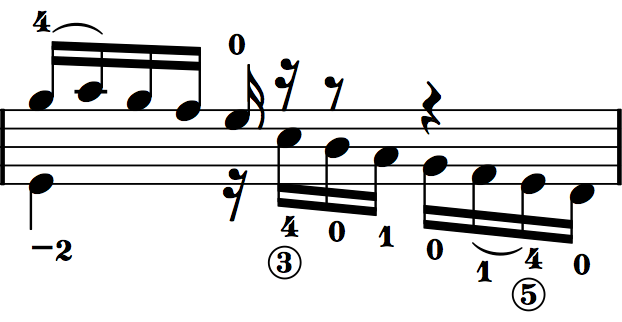
Partition pour guitare avec indications de cordes.

La guitare s'écrit en clé de sol, mais il s'agit d'une clé de sol à l'octave inférieure. On signale cette transposition par un petit « 8 » (octava bassa) en dessous de la clé. La guitare n'est un instrument transpositeur (instrument dont la notation musicale ne correspond pas au son produit) que parce que la clé de sol lui a été assignée. Ce n'aurait pas été le cas si l'on avait utilisé la clé d'ut quatrième ligne ; mais cette clé, moins connue et moins populaire, n'a probablement même pas été envisagée. Cette liberté dans le choix d'une clé fautive était sans grandes conséquences du fait que la guitare, étant un instrument de volume assez faible, ne fait pas partie de l'orchestre symphonique et échappe ainsi aux contraintes de notation musicale propres à ce type d'orchestre.
La musique classique pour guitare et souvent le jazz utilisent la notation musicale classique.
Avantages pour la guitare :
- ce système est employé par la majorité des instruments de musique. Le guitariste est capable de jouer toute musique écrite sur une partition. La méthode, une fois acquise, permet de déchiffrer, c'est-à-dire lire très rapidement la musique ainsi notée ;

Inconvénients :
- nécessite d'apprendre le solfège ;
- plusieurs endroits du manche produisent la même note, le guitariste doit trouver le plus approprié pour jouer l'enchaînement correspondant à la musique.

Pour guider le musicien, une partition pour guitare peut être surchargée par des indications de doigté :
- main (gauche pour les droitiers) sur le manche : 1 pour l'index, 2 pour le majeur, 3 pour l'annulaire, 4 pour l'auriculaire. Précision appréciable pour pouvoir jouer des accords complexes. Le pouce n'est pas utilisé à la main gauche avec les guitares classiques ;
- case où placer ces doigts : en chiffres romains : I pour la première case, II pour la deuxième case, III pour la troisième case, , etc., jusqu'à XII pour la douzième case (rarement au-delà).
- corde à utiliser : en chiffres entourés d'un cercle, de 1 (corde de mi aigu) à 6 (corde de mi grave)
- main (droite pour les droitiers) qui pince ou brosse les cordes : p pour le pouce, i pour l'index, m pour le majeur, a pour l'annulaire. L'auriculaire (e), plus court, est rarement utilisé à la main droite pour la guitare ;

### Tablature
Une tablature est constituée de six lignes représentant les six cordes d'une guitare dans la position posée à plat sur les genoux cordes vers le haut. Les notes sont représentées par des numéros placés à même la ligne (la corde) représentant l'espace entre 2 frettes où placer le doigt. Le numéro zéro représente la note de la corde à vide. Le rythme est écrit de différentes façons.
Cette notation datant du XVIe siècle et seule utilisée pour la guitare jusqu'au XVIIIe siècle a été abandonnée au début du XIXe siècle. Dans la seconde moitié des années 1960 des musiciens comme Steve Waring, Roger Mason et surtout Marcel Dadi la reprennent. Marcel Dadi publiait systématiquement les tablatures de ses morceaux dans chacun de ses albums.
Avantages :
- rapport direct avec l'instrument ;

Exemple de tablature sous une portée classique.

- évite l'apprentissage du solfège puisqu'il s'agit de placer les doigts de la main gauche sur la bonne case : notée 1, 2, 3, etc. sur la bonne corde ;
- facilité à identifier les doigts de la main gauche qui préparent notes et accords (« p » pour le pouce puis « 1 », « 2 », « 3 » et « 4 » pour les autres doigts de l'index à l'auriculaire) ainsi que ceux de la main droite qui les font résonner (« p » pour le pouce puis « i » pour l'index, « m » pour le majeur et « a » pour l'annulaire) ;
- identification aisée des effets de jeu (hammer on, pulling off, slide, tapping, harmonique).

Inconvénients :
- rapport exclusif avec l'instrument, ne communique pas avec les autres instruments et ne débouche pas sur la théorie de la musique ;
- présentation d'un seul doigté, alors que dans certains morceaux, on peut jouer la même chose à différents endroits du manche ;
- difficulté à représenter la durée des notes (ronde, blanche en particulier).

Pour cette raison, beaucoup de tableurs ne cherchent plus à représenter la durée des notes à même la tablature mais préfèrent juxtaposer une portée classique.

### Notation des accords par «diagrammes»

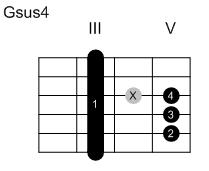
Exemple de diagramme pour l'accord G sus 4, chaque numéro correspond à un doigt.

Les accords de guitare sont utilisés dans la musique d'accompagnement, soit pour donner le rythme par battement (brosser plusieurs cordes simultanément en suivant un rythme), soit pour enrichir la ligne mélodique en jouant des arpèges (pincement régulier et consécutif des cordes).
Jouer un accord consiste à jouer simultanément trois notes ou plus. La description d'un accord revient donc à identifier pour les six cordes l'endroit où il faut placer les doigts et les cordes devant rester muettes. Sur une guitare, une même hauteur de note peut être obtenue de différentes manières, un même accord peut donc se réaliser de plusieurs façons (au moins trois ou quatre, au prix parfois de quelques extensions de doigts pouvant être difficiles). La disposition des cordes interdit de jouer certains accords, qui pourraient être exécutés par une section de voix. Un accompagnement pour guitare privilégie donc certaines positions d'accords ce qui donne souvent une couleur typique aux pièces écrites pour guitare.
Il existe un système de notation des accords, dérivé des tablatures, appelé diagramme, dans lequel les frettes sont représentées par des barres verticales ; il n'y a pas d'indication de rythme. Imprécise, cette notation, qui ne peut servir que pour l'accompagnement, a l'avantage de ne demander aucune connaissance musicale théorique, d'être facile à transcrire et de laisser une grande liberté d'interprétation. Il faut avoir entendu la mélodie et s'en souvenir. Dans les recueils de chansons, le nom des accords vient au-dessus du texte, donnant une indication de la durée.

#### Lecture d'un diagramme d'accord

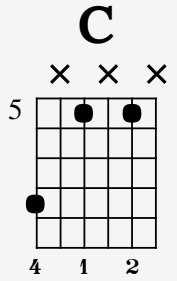
Diagramme d'accord de Do Majeur (C), joué dans une forme de G à la 5e case.

Les diagrammes d'accords ne sont pas exactement standardisés, mais obéissent à plusieurs règles communes,.
La grille représente le manche de la guitare, et peut-être orientée horizontalement ou verticalement. Il est généralement possible d'identifier l'orientation à partir des dimensions de la grille ou encore du placement des différentes annotations. L'illustration ci-contre est un exemple d'un diagramme orienté verticalement, les cordes sont donc représentées par des traits verticaux (de la plus grave à la plus aigüe, de gauche à droite) et les frettes du manche par des traits horizontaux. Les points noirs symbolisent les endroits où doivent être posés les doigts, des chiffres sous chaque corde ou directement sur le point pouvant suggérer quel doigt utiliser selon la convention suivante : 1 - Index, 2 - Majeur, 3 - Annulaire, 4 - Auriculaire.
Toutes les cordes ne sont pas nécessairement jouées dans un accord, une corde qui ne doit pas être entendue sera alors surmontée d'un symbole X. Il peut également arriver qu'un accord contienne des cordes à vide (une corde jouée sans appuyer de doigt sur une case), c'est le cas des accords ouverts par exemple. Dans ce cas, la corde sera surmontée d'un symbole O.
Enfin, un accord n'est pas toujours joué en haut du manche. Le diagramme indiquera alors conventionnellement la case sur laquelle doit être positionné le doigt le plus haut (généralement l'index) à côté du diagramme, avec un chiffre arabe ou romain.

## Célébrités

### Guitaristes célèbres
La plupart des guitaristes jouent sur plusieurs types de guitare. Notamment les frontières entre « folk » et « électrique » sont poreuses : la touche est la même, et le guitariste choisit sa guitare en fonction du son qu'il veut rendre.
Voir Catégorie:Guitariste classique, Catégorie:Guitariste de jazz; Catégorie:Guitariste de flamenco, Guitariste de blues et Guitariste de rock.

### Principaux luthiers de guitare classique, baroque ou romantique

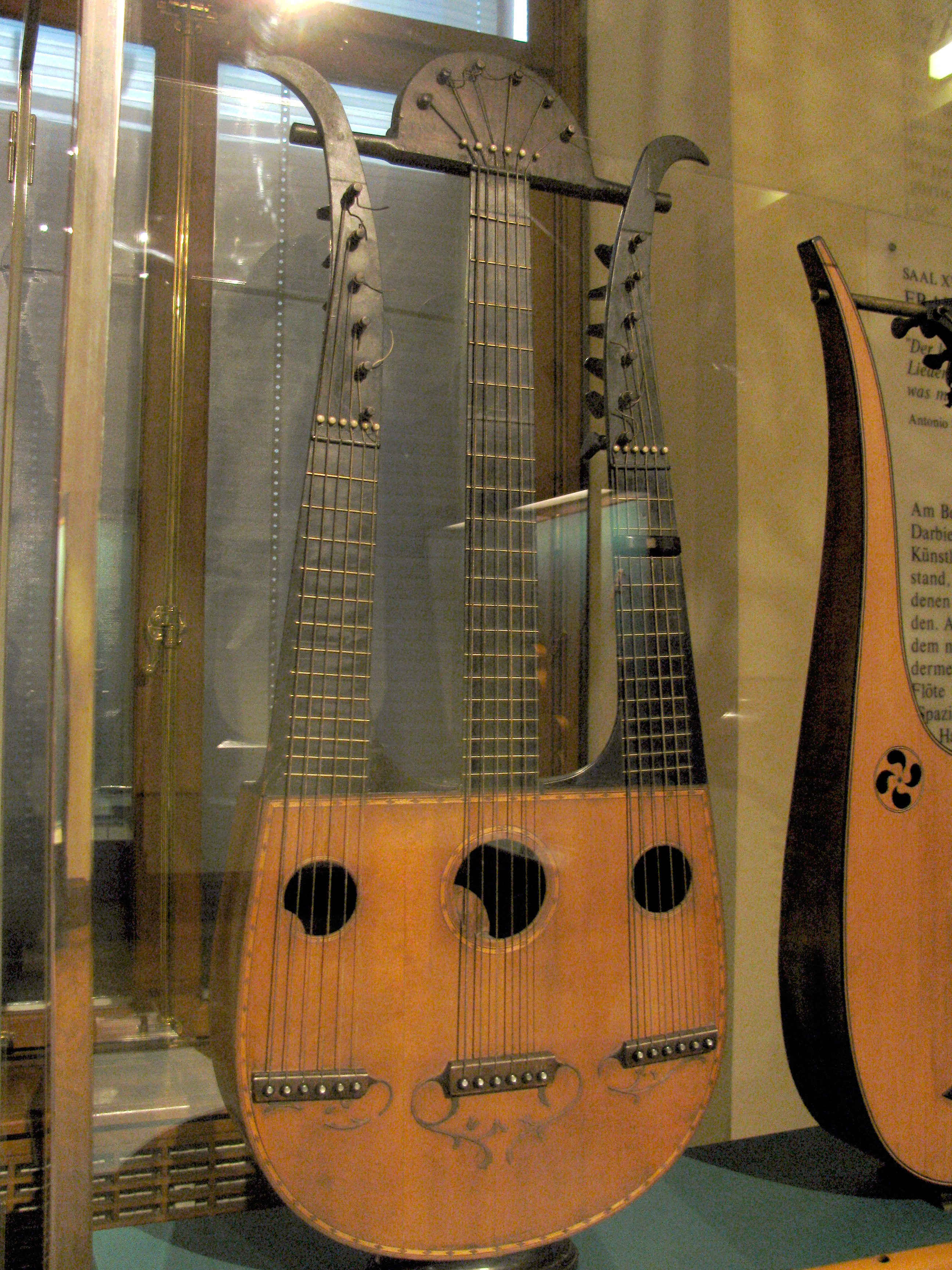
Lyre-guitare française du début du XIXe siècle.

En ce qui concerne la guitare classique, baroque ou romantique en Europe, les principaux artisans luthiers sont :
- la dynastie Voboam en France, Sellas en Italie et Tielke en Allemagne, pour le XVIIe siècle ;
- Lambert, Saulnier, Renault & Chatelain à Paris au XVIIIe siècle ;
- Pons, Lacote Laprevotte à Paris au XIXe siècle ;
- d'innombrables ateliers de Mirecourt entre 1800 et 1860[22], dont : Petitjean, Coffe-Goguette, Roudhloff, Marcard et Aubry-Maire ;
- en Italie on distingue deux écoles principales, Naples avec Filano, Fabricatore et Vinaccia, et le nord : Turin avec la dynastie des Guadagnini ;
- en Autriche, les Stauffer et leurs continuateurs ont mis au point un modèle particulier qui s'exportera vers les États-Unis grâce à F. Martin qui créera ainsi la marque mondialement connue ;
- en Angleterre, les Panormo seront la référence suprême de la lutherie guitare ;
- après 1860 les guitares espagnoles de Torres seront le modèle suprême ;
- enfin le XXe siècle est riche de luthiers connus et compétents, voir pour cela les dictionnaires de luthier, ou les luthiers en activité de nos jours.

Cette liste n'est qu'un aperçu de la richesse instrumentale du patrimoine "guitare" en Europe.

## Sociologie de l'instrument
La guitare, a fortiori la guitare électrique, est un instrument fortement associé à la masculinité et joué en très grande majorité par des hommes.